# Matsucoccus
Matsucoccus är ett släkte av insekter som beskrevs av Cockerell 1909. Matsucoccus ingår i familjen pärlsköldlöss.

## Dottertaxa tillMatsucoccus, i alfabetisk ordning[1][2]
- Matsucoccus acalyptus
- Matsucoccus alabamae
- Matsucoccus apachecae
- Matsucoccus apterus
- Matsucoccus banksianae
- Matsucoccus bisetosus
- Matsucoccus boratynskii
- Matsucoccus californicus
- Matsucoccus crenata
- Matsucoccus dahuriensis
- Matsucoccus degeneratus
- Matsucoccus eduli
- Matsucoccus electrinus
- Matsucoccus fasciculensis
- Matsucoccus feytaudi
- Matsucoccus gallicolus
- Matsucoccus josephi
- Matsucoccus koraiensis
- Matsucoccus larssoni
- Matsucoccus leiophyllae
- Matsucoccus liaoningensis
- Matsucoccus macrocicatrices
- Matsucoccus massonianae
- Matsucoccus matsumurae
- Matsucoccus monophyllae
- Matsucoccus mugo
- Matsucoccus oocarpae
- Matsucoccus paucicicatrices
- Matsucoccus pini
- Matsucoccus pinnatus
- Matsucoccus resinosae
- Matsucoccus saxonicus
- Matsucoccus secretus
- Matsucoccus shennongjiaensis
- Matsucoccus sinensis
- Matsucoccus subdegeneratus
- Matsucoccus thunbergianae
- Matsucoccus vexillorum
- Matsucoccus yunnanensis
- Matsucoccus yunnansonsaus